# Toppenstedt
Toppenstedt ist eine Gemeinde in der Samtgemeinde Salzhausen im Landkreis Harburg in Niedersachsen. Ihre Gemarkungen umfassen eine Fläche von 29,09 km².

## Geografie

### Geografische Lage
Der Ortsteil Toppenstedt liegt etwa 40 Kilometer südlich von Hamburg an der A7 im nördlichen Naturpark Lüneburger Heide und im nördlichen Landschaftsschutzgebiet  Garlstorfer Wald und weitere Umgebung. Die Gemeinde ist landwirtschaftlich geprägt.

In der nahen Umgebung liegen der Ortsteil Tangendorf und die Ortschaften Wulfsen, Garstedt und Garlstorf.

### Gemeindegliederung
Die Gemeinde besteht aus den Ortschaften Toppenstedt und Tangendorf.

## Geschichte
Der Name Toppenstedt leitet sich ab vom Wappenbaum der Toppe, was gleichbedeutend ist mit Eiche. Da die Region, in der Toppenstedt gegründet wurde, mit vielen kleinen Eichenwäldern übersät war, erhielt das Dorf diesen Namen. 1930 wurde bei einem bronzezeitlichen Grabhügel bei Tangendorf die Scheibenfibel von Tangendorf gefunden, die zu den prächtigsten Fibeln der Römischen Kaiserzeit Norddeutschlands gehört und 2002 Wappensymbol der Gemeinde wurde.

### Eingemeindungen
Am 1. Juli 1972 wurde die Gemeinde Tangendorf eingegliedert.

### Einwohnerentwicklung
(nur Hauptwohnsitz)
| Gemeinde      | Toppenstedt ges. | OT Toppenstedt | OT Tangendorf |
| Fläche (km²)  | 29,09            | 19,73          | 9,35          |
| 6. Juni 1961  | 1420             | 0944           | 476           |
| 27. Mai 1970  | 1503             | 1003           | 500           |
| 31. Dez. 1976 | 1641             | 1047           | 594           |
| 30. Juni 1999 | 2078             | 1302           | 776           |
| 31. Dez. 2002 | 2118             | 1341           | 777           |
| 31. Dez. 2003 | 2202             | 1393           | 809           |
| 31. Dez. 2004 | 2223             | 1390           | 833           |
| 31. Dez. 2007 | 2126             |                |               |
| 31. Dez. 2011 | 2131             |                |               |

## Wappen

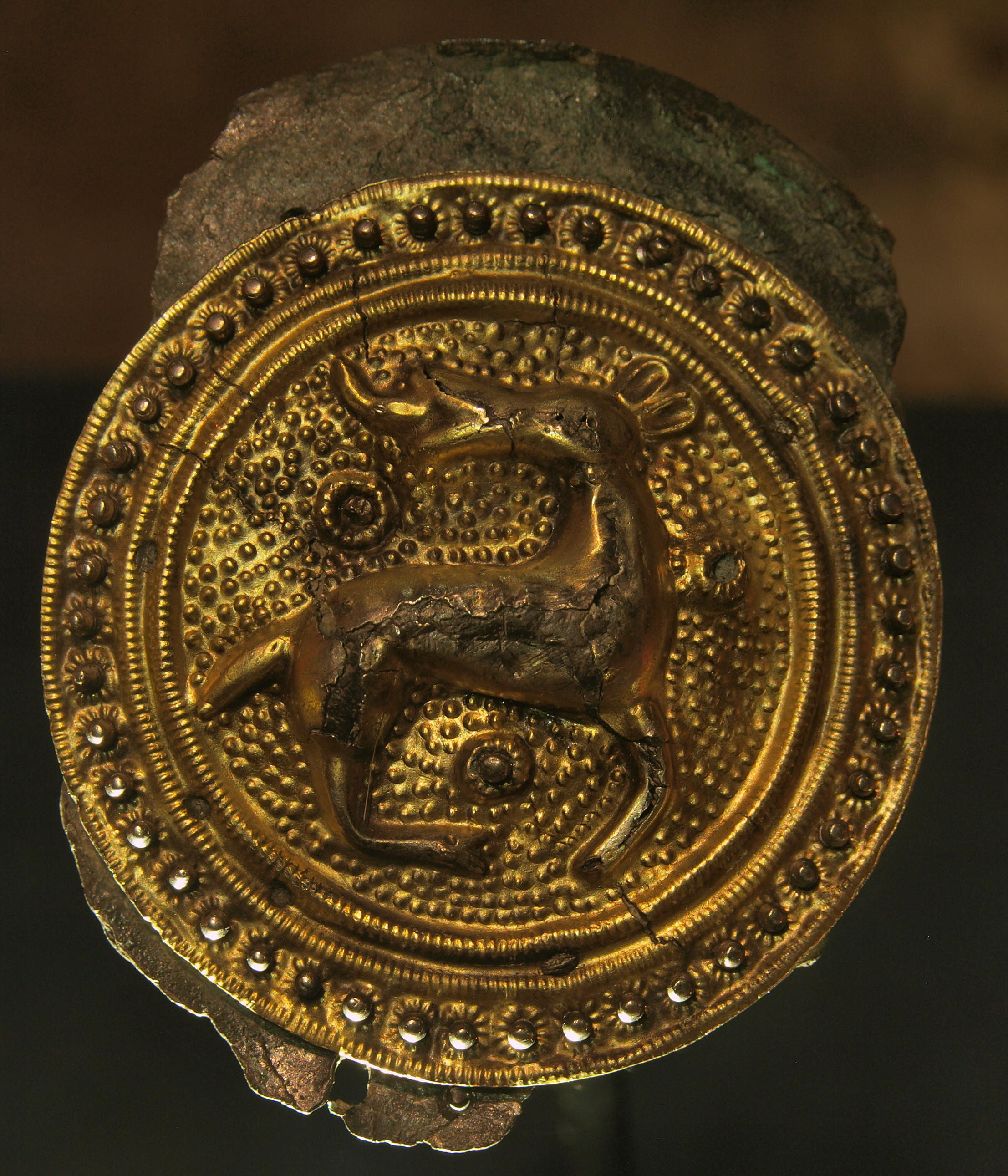
Die Scheibenfibel von Tangendorf

Das Gemeindewappen zeigt: Schräg geteilt durch silbernen Wellenbalken, oben in Gold ein grüner Eichenzweig mit drei Blättern und 2 Eicheln, unten in Blau eine goldene Scheibenfibel mit germanischer Tierfigur (Scheibenfibel von Tangendorf).

## Vereine
Der TSV Auetal trägt seine Fußballheimspiele auf dem Rötenbrook aus.
Die „Geißkatzen“ spielen in der Kreisliga Harburg.

## Verkehr
Toppenstedt liegt an der Bahnstrecke Winsen–Hützel, die vorwiegend im Güterverkehr befahren wird.